# 사천 다솔사 극락전
사천 다솔사 극락전(泗川 多率寺 極樂殿)은 대한민국 경상남도 사천시 곤명면 용산리, 다솔사에 있는 건축물이다.
1985년 11월 14일 경상남도의 문화재자료 제148호 다솔사 극락전으로 지정되었다가, 2018년 12월 20일 현재의 명칭으로 변경되었다.

## 개요
다솔사는 신라 지증왕 때 연기조사가 ‘영악사’라는 이름으로 세웠고, 후에 도선국사가 ‘다솔사’로 바꾸어 불렀다고 한다.
극락전은 신라 선덕여왕 때 자장율사가 지은 것으로 임진왜란 때 소실된 것을 숙종 6년(1680)에 새로 지었다.
앞면 3칸·옆면 2칸 규모로 지붕은 옆면에서 볼 때 사람 인(人)자 모양인 맞배지붕이다. 지붕 처마를 받치기 위해 장식하여 만든 공포는 기둥 위에만 있는 주심포 양식으로 꾸몄다.
건물 안쪽에는 아미타불을 모시고 있으며, 건물 앞면 좌우 칸의 창호와 벽체 그리고 난간 형태의 머름 등의 설치가 특이하다.

## 참고 자료
- 사천 다솔사 극락전 - 국가유산청 국가유산포털